# Telogalla olivieri
Telogalla olivieri is een korstmosparasiet behorend tot de familie Verrucariaceae. Hij vormt gallen op de thalli van Groot dooiermos (Xanthoria parietina) en Oranje dooiermos (Xanthoria calcicola).

## Kenmerken
Het bestaat uit zwarte gallen waarin perithecia in het geheel ingezonken. De perifysen zijn hyaliene en 2 tot 2,5 μm breed. Parafysen zijn niet aanwezig. De asci zijn 8-sporig en meten 45-65 × 12-20 μm. De ascosporen zijn ellipsoïde, ongesepteerd, hyaliene, meestal met 2(-3) guttules en meten 15-20 × 4-7 μm.

## Verspreiding
Telogalla olivieri is een Europese soort. In Nederland komt het zeldzaam voor.